# Ann Lee (Shakers)
Cet article concerne la leader de l'Organisation de la Société Unie des Croyants. Pour la chanteuse d'Eurodance britannique, voir Ann Lee.
Pour les articles homonymes, voir Lee.
Ann Lee (29 février 1736 – 8 septembre 1784), communément connue sous le nom de Mother Ann Lee, a été le leader de l'Organisation de la Société Unie des Croyants dans la Deuxième apparition du Christ (United Society of Believers in Christ's Second Appearing), encore appelée les Shakers.
En 1774, Ann Lee et un petit groupe de ses disciples émigrent de l'Angleterre vers New York. Au bout de quelques années, ils se rassemblent à Niskayuna, sur les terres de la seigneurie de Rensselaerswyck, comté d'Albany, New York (région maintenant appelée Colonie). Ils adorent Dieu en recherchant l'extase par la danse ou les « tremblements », ce qui leur a valu le nom de Shakers. Ann Lee prêche aux fidèles et dirige l'église des Shakers à une époque où peu de femmes accédaient à la fonction de chef religieux.

## Début de l'histoire
Ann Lee est née à Manchester en Angleterre. Elle a été baptisée à la Manchester Collegiate Church (aujourd'hui la Cathédrale de Manchester) le 1er juin 1742 à l'âge de 6 ans. Ses parents étaient membres d'une branche séparée de la Société des Amis. John Lees, le père d'Ann Lee, était forgeron la journée et tailleur la nuit. Il est probable que le nom d'origine d'Ann Lee était en fait Lies, et a été par la suite changé en Lee. On sait peu de choses au sujet de sa mère, mis à part le fait qu'il s'agissait d'une femme très religieuse. Lorsque Ann Lee était jeune, elle a travaillé dans une usine de coton, puis chez un chapelier, et plus tard comme cuisinière dans une infirmerie de Manchester.
En 1758, elle rejoint le Wardley, une secte anglaise fondée en 1747 par le prédicateur James Wardley et son épouse Jane. Ce groupe est issu des quakers mais reprend les pratiques des French Prophets, et se voit affubler du surnom de shaking quakers (« trembleurs agités » est l'une des traductions possibles de ce sobriquet), et ultérieurement de shakers. Ann croit et enseigne à ses disciples qu'il est possible d'atteindre la sainteté en renonçant aux relations sexuelles. Comme les Wardleys, elle enseigne que les agitations et les tremblements expriment le fait que le corps est libéré du péché grâce à la puissance de l'Esprit Saint qui purifie l'adorateur.
Ann Lee tente à plusieurs reprises d'éviter le mariage. Finalement, son père la contraint à épouser Abraham Stanley. Le mariage est célébré le 5 janvier 1761 à la cathédrale de Manchester. Ann se retrouve enceinte à quatre reprises, mais tous ses enfants décèdent en bas âge. Ses grossesses difficiles et la perte de quatre enfants, ont constitué des expériences traumatisantes qui ont probablement contribué à nourrir l'aversion d'Ann Lee pour les relations sexuelles. Lee a ainsi développé des convictions religieuses radicales qui prônent le célibat et l'abandon du mariage, ainsi que l'importance de la poursuite de la perfection dans tous les aspects de la vie. Elle diffère en cela du mouvement quaker qui milite pour l'égalité des sexes mais n'adhère pas à l'interdiction de la sexualité dans le mariage.

## Une notoriété croissante
En Angleterre, Ann Lee accède à la notoriété en exhortant les croyants à prêcher plus largement pour annoncer l'imminence de la seconde venue du Christ, et à attaquer le péché de façon plus audacieuse et non conventionnelle. Elle parle de ses visions et des messages qu'elle reçoit de Dieu, par exemple celui selon lequel le célibat et la confession des péchés seraient le seul vrai chemin vers le salut et la seule voie par laquelle le Royaume de Dieu sera établi sur la terre. Elle a été emprisonnée maintes fois pour avoir violé le Sabbat en dansant et criant, ainsi que pour blasphème.
Elle a affirmé avoir souvent échappé miraculeusement à la mort. Elle dit avoir été examinée par quatre membres du clergé de l'Église Établie, et soutient qu'elle leur a parlé pendant quatre heures en 72 langues.
En prison à Manchester pour 14 jours, elle dit avoir eu la révélation qu'« un renoncement complet aux désirs de la chair, ajouté à une confession pleine et entière, devant témoins, de tous les péchés commis sous son influence, étaient le seul remède possible et la seule voie de salut ». À la suite de cela, probablement en 1770, elle a été choisie par la Société en tant que « Mère dans les choses spirituelles » et s'appelait elle-même « Ann, la Parole » et aussi « Mère Ann ». Après sa deuxième libération de prison, des témoins affirment que « Mère Ann  a accompli un certain nombre de miracles, y compris la guérison de malades ».
Lee a finalement décidé de quitter l'Angleterre pour l'Amérique afin d'échapper à la persécution (c'est-à-dire plusieurs arrestations et des séjours en prison) qu'elle a connue en Grande-Bretagne.

## Partir en Amérique

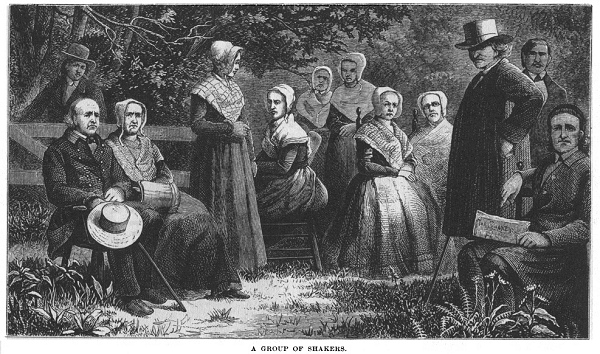
Un groupe de Shakers, publié en 1875

En 1774, une révélation l'amène à emmener un petit groupe en Amérique. Elle est alors accompagnée de son mari qui, peu de temps après, la quitte. Parmi ceux qui l’accompagnent, il y a également son frère, William Lee (1740-1784), Nancy Lee, sa nièce, James Whitaker (1751-1787) qui avait été élevé par Mère Ann et était probablement son parent, Jean Hocknell (1723-1799) qui a fourni les fonds pour le voyage ; son fils, Richard, Jacques Berger, et Marie Partington. Mère Ann et ses fidèles arrivent le 6 août 1774, dans la Ville de New York, où ils restent pendant près de cinq ans. En 1779, Hocknell loue des terres à Niskayuna, dans le canton de Watervliet, près d'Albany, et les Shakers s'y installent, tandis qu'une communauté de vie commence à se développer et à prospérer.
Pendant la Révolution Américaine, Lee et ses disciples maintiennent une position de neutralité. Restant sur leur position de pacifistes, ils refusent de choisir un camp.
Ann Lee s'est exprimée devant le monde entier, lors du célèbre Jour Sombre en mai 1780, lorsque le soleil s'est éclipsé ; il faisait si sombre que les bougies ont dû être allumées en pleine journée. Ann a rapidement recruté un certain nombre de disciples, qui avaient rejoint le renouveau de la Lumière Nouvelle à New Lebanon, New York, en 1779, parmi lesquels Lucie Wright.
Au début du printemps 1781, Mère Ann et certains de ses disciples participent à un voyage missionnaire afin de recruter des adeptes dans le Massachusetts et le Connecticut. Ils sont souvent accueillis dans les maisons de sympathisants locaux, tels que la maison de Benjamin Osborn près de la ligne New - York, Massachusetts. On attribue aussi à Mère Ann des chansons, chantées sans paroles,.
Les adeptes de Mère Ann en viennent à croire qu'elle incarne toutes les perfections de Dieu dans une forme féminine, et la désignent comme la « seconde venue » du Christ. Le fait qu'Ann Lee ait été considéré comme l'homologue féminin du Christ, est tout à fait unique. Celle-ci prêche que le péché peut être évité, non seulement en traitant les hommes et les femmes de manière égale, mais aussi en les maintenant séparés, de façon à éviter toute tentation conduisant à des actes impurs.
La mission d'Ann Lee en Nouvelle-Angleterre se révèle particulièrement efficace dans la conversion de groupes qui étaient déjà en dehors du courant dominant du Protestantisme en Nouvelle-Angleterre, y compris les adeptes de Shadrack Irlande. Les croyants traditionnels la jugent au contraire trop radicale. Ann Lee elle-même a reconnu à quel point ses idées étaient révolutionnaires, en affirmant : « Nous [les Shakers] sommes le peuple qui a bouleversé le monde. »
Les Shakers ont été plusieurs fois confrontés à la violence des foules, par exemple à Shirley, Massachusetts, et Ann Lee n'y a pas échappé. Ces difficultés ont affaibli Mère Ann qui est décédée le 8 septembre 1784, à l'âge de 48 ans.

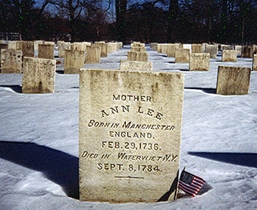
La pierre tombale d'Ann Lee

Elle est morte à Watervliet et a été enterrée dans le cimetière Shaker situé dans le quartier historique Shaker de Watervliet.
Les Shakers de New Lebanon, New York, ont connu, à partir de 1837, une période de 10 ans appelée l'Ère des Révélations et parfois désignée aussi comme l'œuvre de Mère Ann (Mother Ann's Work), en hommage aux révélations spirituelles transmises par la fondatrice.
Mais les Shakers ont surtout conquis le respect par l'organisation de leurs communautés (qui se voulaient économiquement autonomes) ainsi que par leurs nombreuses inventions technologiques comme la scie circulaire ou la pince à linge. Ils ont réussi à imposer un style propre de mobilier, particulièrement dépouillé, mais qui attire aujourd'hui l'attention de designers : ceux-ci y voient en effet une préfiguration du minimalisme actuel.

## Œuvres dans lesquelles elle est commémorée
Ann Lee est commémorée dans :
- Judy Chicago, Le Dîner[16]
- la (postface du) roman A maggot (Un Asticot) de John Fowles, traduit en français La créature, Albin Michel, 1990.